# Guaraní megye
Guaraní egy megye Argentína északkeleti részén, Misiones tartományban. Székhelye El Soberbio.

## Népesség
A megye népessége a közelmúltban a következőképpen változott:
| Év   | Lakosság |
| ---- | -------- |
| 2001 | 57 668   |
| 2010 | 67 897   |